# 朱龙华
朱龙华（1931年3月—2021年1月16日），男，广西桂林人，中国历史学家，北京大学历史学系教授，学术专攻世界古代史、文艺复兴。毕业于北京大学历史学系。

## 生平
1931年3月，朱龙华出生在广西省桂林市。1949年11月，加入中国人民解放军。
1952年9月，朱龙华考入北京大学历史学系，1956年9月毕业留系任教，1980年12月升任副教授，1983年加入中国民主同盟，1989年9月晋升教授。1997年9月从北京大学历史学系退休。
2021年1月16日9时30分，朱龙华在北京市去世。

## 作品

### 专著
- . 上海市: 上海社会科学院出版社. 2012-04-01. ISBN 9787552000153.
- . 北京市: 人民出版社. 2000-01-01. ISBN 9787010040257.
- . 上海市: 上海社会科学院出版社. 2012-12-01. ISBN 9787552001785.
- . 上海市: 上海社会科学院出版社. 2014-01-01. ISBN 9787552004076.
- . 北京市: 北京大学出版社. 2000-01-01. ISBN 9787301016350.
- . 北京市: 人民教育出版社. 1960-06-01. ISBN 9788863306132.
- 朱龙华; 王素色; 赵立行. . 北京市: 人民出版社. 2008-03-01. ISBN 9787010066929.

### 译著
- 坚尼·布鲁克尔. . 上海市: 三联书店. 1985-03-01.
- N·G·L·哈蒙德. . 北京市: 商务印书馆. 2016-03-01. ISBN 9787100116237.
- 威廉·希克林·普列斯科特. . 北京市: 商务印书馆. 1965-05-01.

### 编著
- . 北京市: 商务印书馆. 1982-09-01. ISBN 9788849363579.
- . 广西壮族自治区: 广西师范大学出版社. 2018-09-01. ISBN 9787559801272.
- . 北京市: 中国少年儿童出版社. 2000-01-01. ISBN 9788907372499.
- . 北京市: 商务印书馆. 2000-01-01. ISBN 9788904252503.
- . 云南省昆明市: 云南人民出版社. 2000-04-01. ISBN 9787222027343.
- . 吉林省吉林市: 吉林出版集团有限责任公司. 2012-01-01. ISBN 9787546308166.
- . 云南省昆明市: 云南人民出版社. 2000-01-01. ISBN 9787222031357.
- 朱龙华; 赵伯乐; 徐善伟; 顾銮斋 (编). . 云南省昆明市: 云南人民出版社. ISBN 9788171142309.